# Elachista anitella
Elachista anitella — вид лускокрилих комах родини злакових молей-мінерів (Elachistidae).

## Поширення
Вид поширений в Іспанії, Росії та Україні.